# Kodagina Gowramma

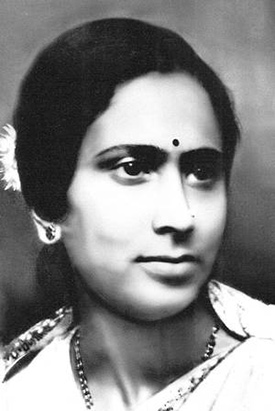
Kodagina Gowramma

Kodagina Gowramma (Kannada ಕೊಡಗಿನ ಗೌರಮ್ಮ; 5. März 1912 in Madikeri – 13. April 1939 ebenda) war eine indische Schriftstellerin, die zu den Vorreiterinnen feministischer Literatur auf Kannada zählt. In ihrem kurzen Leben setzte sie sich leidenschaftlich für Mahatma Gandhis Ideale ein und hinterließ trotz ihres frühen Todes eine bemerkenswerte literarische und gesellschaftliche Wirkung.

## Leben
Gowramma wurde als jüngste Tochter des liberalen Rechtsanwalts NS Ramaiah und seiner Ehefrau Nanjakka in Madikeri (Kodagu, früher Coorg) geboren. Bereits im Alter von sechs Jahren verlor sie ihre Mutter während einer Reise nach Kashi (heute Varanasi). Gowramma bestand auf eine schulische Ausbildung an einem englischsprachigen Konvent und heiratete 1925 im Alter von 13 Jahren BT Gopalakrishna. Auch nach ihrer Heirat setzte sie ihre Bildung fort, bestand auf den Abschluss ihrer Schulbildung und nahm rege am gesellschaftlichen Leben teil.
Von Jugend an betrieb sie intensiv Tennis und Schwimmen und setzte sich früh mit politischen und sozialen Fragen ihrer Zeit auseinander. Sie wurde stark von Gandhi beeinflusst, trug ausschließlich Khadi-Kleidung und unterstützte aktiv den indischen Unabhängigkeitskampf. Während Gandhis Besuch in Kodagu im Jahr 1934 trat Gowramma sogar in einen Hungerstreik, um ihn persönlich zu treffen, und spendete anschließend ihren gesamten Goldschmuck an den Harijan Welfare Fund.
Im Sommer 1939 starb Gowramma im Alter von 27 Jahren bei einem Schwimmunfall, dessen genauer Verlauf unklar blieb.

## Wirken
Gowramma gilt als eine der ersten bedeutenden feministischen Schriftstellerinnen der modernen Kannada-Literatur. Ihre schriftstellerische Tätigkeit begann sie im Alter von 19 Jahren, wobei ihre Werke vornehmlich soziale und feministische Themen behandelten. Zu ihren bedeutendsten Veröffentlichungen zählen zwei posthum erschienene Kurzgeschichtenbände: Kambani (Tränen) und Chiguru (Blüten).
Gowramma war überdies Herausgeberin der ersten Sammlung von Kurzgeschichten weiblicher Autorinnen auf Kannada, Rangavalli, in deren Vorwort sie deutlich auf die mangelnde Anerkennung weiblicher Literatur hinwies. Ihre eigenen Geschichten wurden vom Dichter DR Bendre als „bittersüß“ („khatu-madura“) beschrieben, was ihren besonderen literarischen Stil charakterisiert.
Auffallend ist in ihrem Werk die Darstellung männlicher Charaktere, die Gowramma oft als sensibel, fehlerhaft und menschlich zeichnete – ein deutlicher Bruch mit traditionellen patriarchalen Vorstellungen ihrer Zeit. Obwohl sie als fortschrittliche und emanzipierte Persönlichkeit ihrer Zeit weit voraus war, erhielt sie zu Lebzeiten nicht die kritische Anerkennung, die ihrem Werk gebührte.